# Charlotte Merriam
Charlotte Merriam est une actrice américaine née le 5 avril 1903 à Sheridan dans l'Illinois (États-Unis), décédée le 10 juillet 1972 à Los Angeles en Californie.

## Filmographie partielle
- 1929 : Broadway Melody (The Broadway Melody) de Harry Beaumont
- 1931 : Le Beau Joueur (Smart Money) d'Alfred E. Green
- 1931 : L'Ange blanc (Night Nurse) de William A. Wellman